# Жак Номпар де Комон
Жак Номпар де Комон (фр. Jacques Nompar de Caumont; 30 жовтня 1558, Ла-Форс — 10 травня 1652) — політичний та військовий діяч Французького королівства, 1-й герцога де Ла Форс, маршал, пер Франції, автор мемуарів

## Життєпис
Походив зі шляхетського роду Комон з Періге. Син Франсуа де Комона, сеньйора Кастельно, та Філіппи де Бопол. Народився 1558 року. Виховувався у кальвіністському дусі.
1572 року прибув разом з батьком та старшим братом Арманом на весілля короля Генріха Наваррського та Маргарити Валуа. Під час Варфоломійської різанини зумів сховатися між трупами батька та брата. Потім знайшов притулок в Армана де Гонто-Бірона. 1577 року одружився з Шарлоттою, донькою останнього.
Згодом долучився до почту Генріха Наваррського. 1583 року увійшов до адміністрації провінції Періге. Після загибелі короля Генріха III брав участь у військових кампаніях проти Католицької ліги. Протягом 1590—1592 років відзначився під час облог Парижа, Шатра і Руана. 1593 року призначено губернатором і генерал-лейтенантом графства Беарн і королівства Наварри.
З початком гугенотських повстань 1621 року успішно керував обороною Монтобану. 1622 року в обмін на здачу фортеці Сен-Фой-ла-Гранде отримав звання маршала та командування П'ємонтської армії. Згодом стає одним з лідерів гугенотів. 1635 року після смерті дружини одружився з Анною з роду Морней.
1630 року очолював кампанію в Італії під час війни за мантуанську спадщину, захопивши Пінероло та Салуццо. Потім завдав савойській армії біля Маріньяно. 1631 року призначено губернатором Лангедоку. В 1631—1634 роках брав участь у військовій кампанії з окупації герцогства Лотарингії. Тоді ж захопив фортецю Ла Мотт. 1634 року захопив Філіппсбург в Бадені. 1635 року зайняв Гайдельберг та Шпейєр. 1637 року стає 1-м герцогом-пером де Ла Форс. 1638 року взяв в облогу Сен-Омер у Фландрії, але зазнав поразки від Луї-Тома Савойського.
Наприкінці правління Людовика XIII і на початку правління Людовика XIV активно діяв на користь гугенотів. Помер 1652 року в Бержераку. Поховано в Міранді.

## Родина
1. Дружина — Шарлотта, донька маршала Армана де Гонто-Бірон.
Діти:
- Арман (1580—1675), маршал Франції, 2-й герцог де Ла Форс
- Жан (1581—1621), маркіз де Монпуйлан
- Анрі (1582—1678), 3-й герцог де Ла Форс
- Жак, сеньйор Мас-Дуранда
- Шарль
- П'єр, барон Еймета.
- Жан Якоб, маркіз де Тоннейнс
- Франсуа
- Жаклін
- Ізабель

2. Дружина — Анна, донька Філіппа де Морней.
Дітей не було.
3. Дружина — Ізабелла Клермон-Галлеранд.
Дітей не було.